# Сартон, Джордж
Джордж Сартон (англ. George Sarton, имя при рождении Жорж Альфред Леон Сартен, фр. George Alfred Léon Sarton; р. 31 августа 1884, Гент, Бельгия — 22 марта 1956 Бостон, США) — американский химик и историк науки бельгийского происхождения. Его считают основателем истории науки как дисциплины; позитивист. Основатель журналов ISIS и Osiris, а также History of Science Society.

## Биография
Родился в бельгийском городе Гент, в Восточной Фландрии, и был единственным ребёнком в семье. Отец, Альфред Сартен, работал директором и главным инженером Бельгийской государственной железной дороги. Мать, Леони Ван Гальме, умерла, когда Жоржу не было и года. Жорж рос в достатке и роскоши — слуги порой даже принимали вместо него лекарство, если те были плохи на вкус. Учился в начальной и средней школе «Атенеум» в родном городе, затем четыре года учился в городке Шиме (провинция Эно). В 1902 году поступил в Гентский университет на факультет философии. Там одним из преподавателей был Жозеф Биде (фр. Joseph Bidez) — известный языковед и исследователь поздней античности, однако Сартену было не по нраву традиционный изложение гуманитарных наук, и он бросил учёбу. В 1904 году, после года самостоятельного чтения и обучения, поступает в тот же университет на естественный факультет. Изучал химию, кристаллографию и математику.
Награждён в Гентском университете золотой медалью за успехи в изучении химии. В 1911 году получил степень доктора наук за работу с небесной механикой «Принципы механики Ньютона». 22 июня того же года женился на валлийке Элеанор Мэйбел Эльвз. Супруги поселились в городке Вондельгем у Гента, где приобрел себе дом. В 1912 году родилась дочь Элеанор Мари (позже её называли просто Мэй), а Сартен основал научный журнал «Исида» — первый в мире журнал об истории науки, редактором которого он оставался на протяжении 40 лет. В редакционной коллегии журнала согласились войти такие знаменитые ученые как Анри Пуанкаре, Сванте Август Аррениус, Эмиль Дюркгейм, Вильгельм Оствальд и Жак Леб. Первое издание вышло в марте 1913 года и сразу привлекло внимание исследователей во многих странах.
Сразу после начала Первой мировой войны немецкие войска заняли Бельгию, а в дом Сартонов расквартировали 26 немецких офицеров. Такая обстановка сделала почти невозможным научную работу и семья решила уехать из страны.

## Работы
Автор 15 книг и более 300 статей. Самая известная работа — «Введение в историю науки» («Introduction to the History of Science»; 3 тома в пяти книгах, 4236 страниц), в которой Сартон сделал обзор и анализ научных и культурных достижений цивилизаций от античности до XIV столетия.
Хорошо владел французским, английским, немецким, итальянским, голландским, фламандским, испанским, шведским, датским и турецким языками. Хуже знал греческий, латинский, португальский, иврит, арабский и китайский.